# دروغگوی بد (ترانه سلنا گومز)
«دروغگوی بد» (به انگلیسی: Bad Liar) ترانه‌ای است از خوانندهٔ آمریکایی سلنا گومز. سلنا این ترانه را با همکاری جاستین ترانتر و جولیا مایکلز و با تهیه‌کنندگی ایان کرک‌پاتریک ساخته‌است. این ترانه خطِ بیس خود را از ترانهٔ «قاتل روانی» ساختهٔ گروه تاکینگ هدز در سال ۱۹۷۷ الگوبرداری کرده‌است. «قاتل روانی» توسط دیوید برن، کریس فرانتس و تینا ویموث ساخته شده‌است. «دروغگوی بد» توسط اینتراسکوپ رکوردز و پالیدور رکوردز در قالب تک‌آهنگ، ۱۸ مه سال ۲۰۱۷ منتشر شد. به موازات این ترانه موزیک ویدئویی نیز از آن منتشر شد و به عنوان نخستین موزیک ویدئویی که در اسپاتیفای رونمایی می‌شود نام خود را ثبت کرد. موزیک‌ویدئوی رسمی این اثر به کارگردانی جسی پرتز ۱۴ ژوئن ۲۰۱۷ در کانال ویوو سلنا منتشر شد. سلنا در این موزیک‌ویدئو در نقشِ چهار شخصیت متفاوت ظاهر می‌شود. این آهنگ همچنین در فهرست ۱۰۰ آهنگ برتر بیلبورد در سال ۲۰۱۷ رتبه نخست را کسب کرد.

## پس‌زمینه و مفاهیم
جاستین ترانتر دوستِ همکارِ سلنا و از آهنگسازان این قطعه دربارهٔ آن این‌طور می‌گوید که: «این ترانه مربوط به موقعی هست که شما نسبت به کسی حسّی به دست می‌آورید اما نمی‌خواهید آن را قبول کنید و طرفی هم نمی‌توانید وانمود کنید وجود ندارد، به همین خاطر تبدیل می‌شوید به یک "دروغگوی بد"». خود گومز هم دربارهٔ این قطعه در مصاحبه‌ای می‌گوید:
«این ترانه به نوعی روایتگر یک داستان است؛ و از آن حسی حرف می‌زند که وقتی کسی تمام وجود شما را تسخیر کرده با آن روبه‌رو می‌شوید. من همیشه به چنین حالت‌هایی "دورهٔ ماه‌عسل" می‌گویم و واقعاً شیفتهٔ این احساس هستم. این بهترین حسی است که در جهان می‌شود تجربه کرد. من به این حس فکر می‌کنم؛ شما واقعاً نمی‌توانید آنها را از ذهنتان بیرون کنید؛ در چنین حالت‌هایی مشتاقید که متفاوت لباس بپوشید؛ دلتان می‌خواهد که متفاوت باشید. این از آن نوع حس‌هایی نیست که خودتان پی‌اش باشید و بخواهید قوی‌ترش کنید؛ منظور آن حس‌هایی است که غیرقابل کنترل است و نمی‌توانید آنها را پنهان کنید. با خودم می‌گویم این دقیقاً همان حسی که در آن لحظهٔ بخصوص دارم، و واقعاً نمی‌دانم چطور باید وانمود کنم نیست و انکارش کنم. من یک چنین دختری نیستم. من کاملاً این‌طوری‌ام که به خودم می‌گویم "این آن کسی است که من هستم، این به نوعی همان چیزی هست که شدی"»